# Innocuité

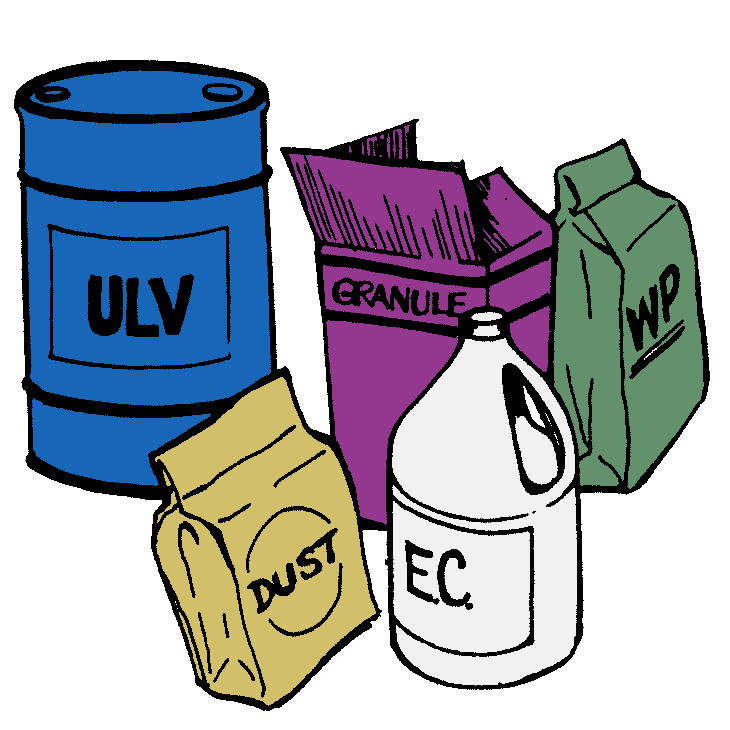
Certains produits, notamment les pesticides, ne présentent pas toutes les garanties d'innocuité pour l'être humain.

L'innocuité définit la qualité d'un objet, d'un organisme, d'une substance, qui n'est pas toxique et qui, plus largement, est inoffensif pour l'être humain ou l'animal. Ce terme s'oppose aux notions de nocivité et de toxicité.

## Définition et étymologie
Le site du CNTRL présente ce terme comme définissant « la qualité de ce qui n'est pas nuisible », le site du dictionnaire Larousse, précise que ce mot définit « ce qui n'est pas toxique » ou « nocif ».
Au-delà de l'aspect scientifique et par extension, ce terme, utilisé dans une approche littéraire, désigne également la qualité d'une personne ne causant aucun dommage à autrui et qui, par conséquent, est parfaitement inoffensive.
Ce terme dérive du latin innocuus qui signifie « qui n’est pas nuisible », la racine noc correspondant à l'idée de nuisance qui se retrouve dans les mots « innocent », « nocivité » et « nuisance », mais pas dans le terme « inoculer » qui a une origine différente.

## Innocuité des aliments

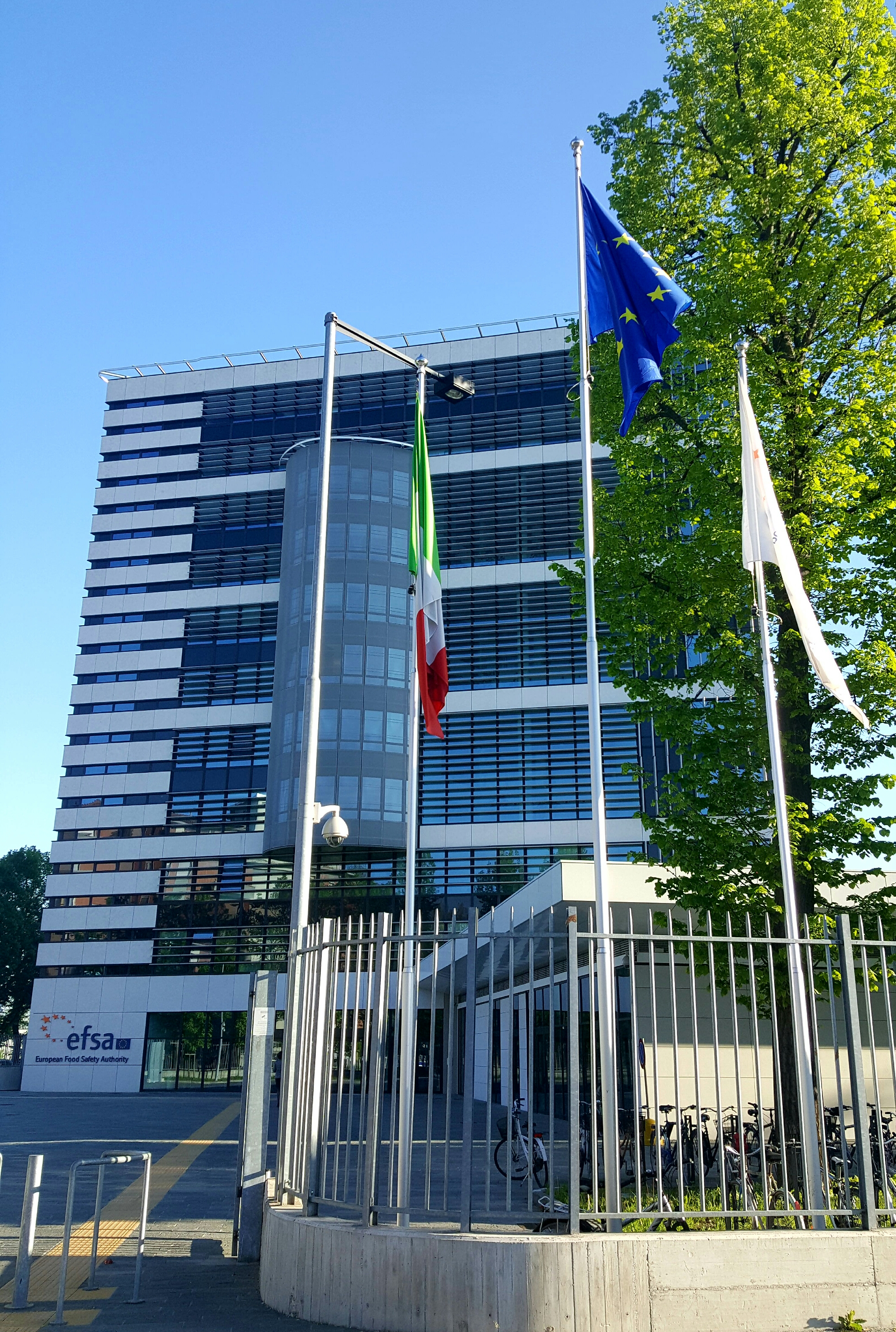
Le siège de l'AESA à Parme.

L'innocuité des aliments (food safety en anglais) est une situation qui, en vertu de mesures appropriées, permet aux aliments consommées par la population humaine ou animale de ne présenter aucun risque sanitaire.

### La présomption d’innocuité reconnue (QPS)
Selon le site de l'Autorité européenne de sécurité des aliments (AESA), La présomption d’innocuité reconnue (QPS) se définit comme une « présomption fondée sur des preuves raisonnables » en lien avec la recherche sur les dangers biologiques (BIOHAZ).
À la suite de l'identification et de l'évaluation d'un groupe de micro-organismes, lorsque des experts concluent que ceux-ci n'entraînent pas de problèmes en matière de sécurité, le groupe dans son ensemble se voit accorder le « statut QPS ». Une fois que l'AESA a accordé officiellement le statut QPS à un micro-organisme, ce dernier est inscrit dans la liste des agents biologiques dite « liste QPS ». Cette liste est actualisée tous les trois ans.

### Innocuité des aliments et approche HACCP
L'approche HACCP, système de gestion également utilisée pour évaluer l'innocuité des aliments, consiste à effectuer une série de contrôles sur les points critiques de la chaîne alimentaire. Ce système permet de faciliter l'inspection par les autorités compétentes dans le contrôle des aliments en renforçant la confiance du consommateur dans l'innocuité des aliments.

## Innocuité des médicaments
En 2007, L’OMS souligne qu’il est nécessaire de veiller à l’innocuité des médicaments destinés à l'enfant et que des essais cliniques pour les populations doivent être effectués en tenant compte de l’âge et d'autres facteurs. Dans un communiqué, l'OMS précise que l'organisation s’attache à « promouvoir l’innocuité des médicaments dans le cadre de son Programme international de pharmacovigilance établi en 1968 ».
La Direction des produits de santé commercialisés (DPSC) est un organisme canadien ayant pour mission de surveiller l'innocuité et l'efficacité des produits de santé en vente dans ce pays.

## Innocuité des vaccins

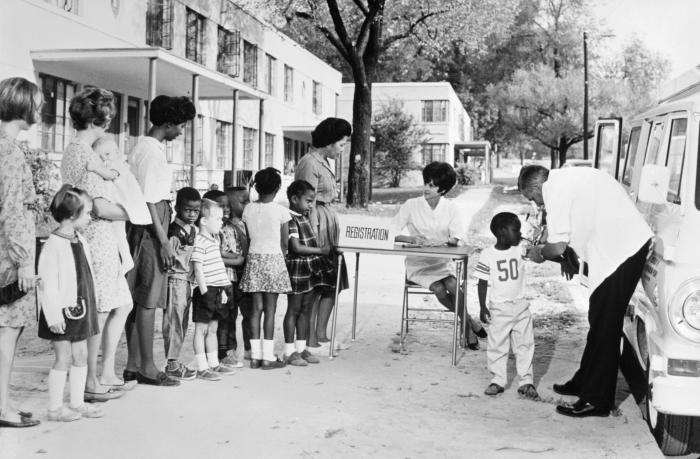
Campagne de vaccination aux États-Unis.

L'innocuité des vaccins est généralement liée aux réactions de l'organisme de la personne vaccinée, désignées par les termes « effets indésirables » ou « complications ». Les effets indésirables du BCG, par exemple, sont habituellement localisés, bénins et ne nécessitent pas de traitement.
L'innocuité de certains vaccins à fait l'objet de communications publiques de l'OMS, notamment à propos des vaccins contre l’encéphalite japonaise en juin 2013, des vaccins antivarioliques en janvier 2016, et du vaccin contre le HCV (papillomavirus) en juin 2017.
En France, L'INSERM a publié à la fin de l’année 2017 un communiqué afin de convaincre le public de l'efficacité et de l’innocuité pour les enfants des onze vaccins obligatoires en France à partir de 2018.

## Innocuité des adjuvants
La plupart des adjuvants immunologiques classiques (notamment le phosphate de calcium) ne posent aucun problème à ce niveau. Hors de cet usage, le mécanisme d’action des adjuvants aluminiques a soulevé de nombreuses questions et interrogations, notamment dans le grand public. En mars 2016, l’académie nationale de pharmacie, en France, publie un rapport qui conclut à l’absence de lien de causalité entre les adjuvants aluminiques et la survenue de symptômes.

## Innocuité des déodorants
De nombreuses enquêtes dans la presse, mais également des études indépendantes, semblent indiquer que certains déodorants utilisant des sels d'aluminium ne présentent pas toutes les garanties prouvant leur innocuité.

## Innocuité des ondes électromagnétiques

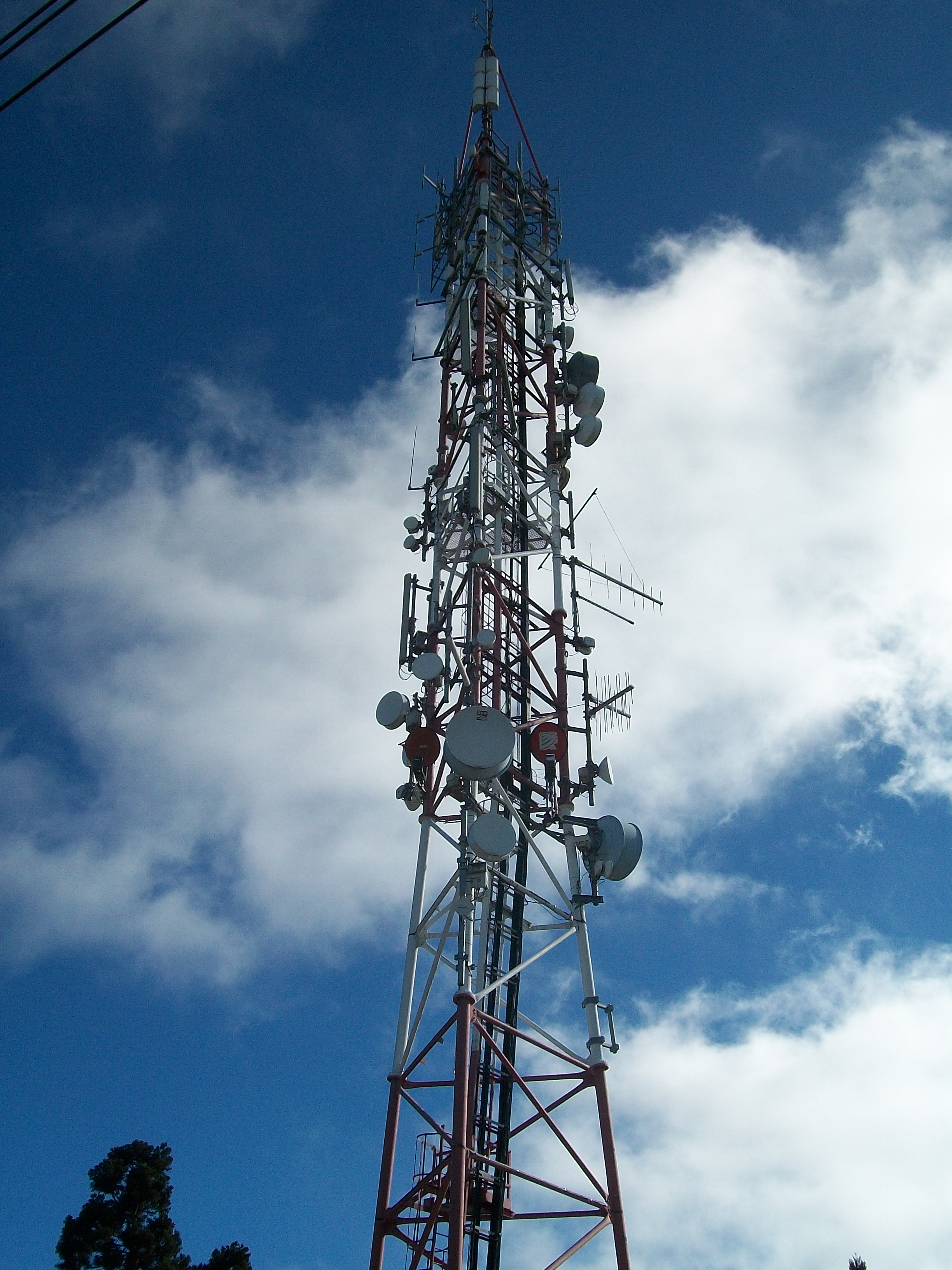
Antenne-relais à La Réunion.

Dans de nombreux pays, l'usage des ondes électromagnétiques est au cœur d’un débat et de nombreuses controverses en ce qui concerne leur possible danger pour la santé des usagers de téléphone mobile et des riverains d'antenne relais. Des groupes de chercheurs internationaux ont publié des rapports indiquant des effets néfastes sur les citoyens, bien que la majorité des spécialistes semblent admettre que les ondes électromagnétiques n’ont pas d’impact sur la santé des usagers au niveau de l'usage à court terme, insistant cependant sur le manque d'études quant à leurs effets à long terme.

## Innocuité des pesticides
De nombreux pesticides sont classés CMR (Cancérogène, mutagène et reprotoxique) et donc toxiques pour l’ADN ou reprotoxiques (nocifs pour la fertilité), et certaines de ces substances chimiques sont évoquées dans l'éventuelle apparition de nouvelles maladies en lien avec le dérèglement du système hormonal.

## Innocuité des OGM
En décembre 2011, une étude (dite méta-analyse) publiée dans la revue Food and Chemical Toxicology et coordonnée par Agnès Ricroch, scientifique à AgroParisTech, avance que les plantes OGM commercialisées ne présentent pas de risque pour la santé, mais elle a été fortement contestée par d'autres spécialistes. Les controverses qui s'expriment à l'égard des « OGM » portent essentiellement sur ceux qui relèvent de la définition « restrictive », soit ceux obtenus par génie génétique.

## Innocuité des matières plastiques
L'usage de la matière plastique dans les ustensiles et les objets contenant des produits alimentaires entraîne des questions au niveau scientifique quant à son éventuelle nocivité.
Certaines familles d’agents chimiques (dont le bisphénol A) sont utilisées dans la fabrication de plusieurs plastiques et présentent une configuration voisine de celle des hormones. Ces agents peuvent interagir avec le récepteur de certaines d’entre elles, entraînant une activité hormonomimétique. Ces produits sont alors qualifiés de « perturbateurs endocriniens », ceux-ci répondant en tant qu'« altéragène biologique, physique ou chimique » à la définition normalisée du mot « polluant » retenue par l'AFNOR en France.